# Pierre Tchibota
Pierre Tchibota-Zaou, né le 5 décembre 1968, est un footballeur congolais (RC) des années 1990.

## Buts en sélection
| Buts en sélection de Pierre Tchibota-Zaou | Buts en sélection de Pierre Tchibota-Zaou | Buts en sélection de Pierre Tchibota-Zaou | Buts en sélection de Pierre Tchibota-Zaou | Buts en sélection de Pierre Tchibota-Zaou | Buts en sélection de Pierre Tchibota-Zaou | Buts en sélection de Pierre Tchibota-Zaou |
|                                           | Date                                      | Lieu                                      | Adversaire                                | Score                                     | Résultat                                  | Compétition                               |
| ----------------------------------------- | ----------------------------------------- | ----------------------------------------- | ----------------------------------------- | ----------------------------------------- | ----------------------------------------- | ----------------------------------------- |
| 1.                                        | 17 janvier 1992                           | Ziguinchor (Sénégal)                      | Algérie                                   | 1-0 (1 but à 6e)                          | 1-1                                       | CAN 1992                                  |
| 2.                                        | 20 janvier 1992                           | ? (Sénégal)                               | Ghana                                     | 1-1 (1 but à 53e)                         | 2-1                                       | CAN 1992                                  |